# Wladislawa Andrejewskaja
Wladislawa Andrejewskaja (kasachisch Владислава Андреевская, engl. Transkription Vladislava Andreevskaya; * 8. Oktober 2005) ist eine kirgisische Tennisspielerin.

## Karriere
Andrejewskaja begann mit acht Jahren das Tennisspielen und bevorzugt Sandplätze. Sie spielt vorrangig auf der ITF Women’s World Tennis Tour, wo sie bislang einen Doppeltitel gewinnen konnte.
Im Jahr 2023 spielte Andrejewskaja erstmals für die kirgisische Billie-Jean-King-Cup-Mannschaft; ihre Billie-Jean-King-Cup-Bilanz weist bislang 6 Siege bei 3 Niederlagen aus.

## Turniersiege

### Doppel
| Nr. | Datum         | Turnier  | Kategorie | Belag     | Partnerin             | Finalgegnerinnen        | Ergebnis |
| --- | ------------- | -------- | --------- | --------- | --------------------- | ----------------------- | -------- |
| 1.  | 29. Juni 2024 | Monastir | ITF W15   | Hartplatz | Anastassija Gassanowa | EllaSimmons Janice Tjen | 6:2, 6:4 |